# 龚建明
龚建明（1956年12月—），湖南澧县人，汉族，中华人民共和国政治人物，中国农工民主党党员。大连铁道学院焊接专业毕业。
1974年，任澧县道河茶场知青。1978年，在大连铁道学院机械制造工艺系焊接专业学习。1982年，任铁道部武昌车辆厂助理工程师。1988年，任澧县农机公司、县国土局干部。1991年，任澧县国土局副局长。1992年，任澧县经委副主任。1994年，任澧县副县长。1996年，任常德市市长助理。1998年，任常德市副市长。2001年，任常德市副市长、农工党常德市主委。2005年，任湖南省劳动和社会保障厅副厅长、农工党湖南省副主委。2007年，任湖南省劳动和社会保障厅副厅长、农工党湖南省主委。2008年，任湖南省政协专职副主席、农工党湖南省主委。2012年，任农工党十五届中央专职副主席、湖南省主委，湖南省政协专职副主席。2013年，任第十二届全国人大常委、环境与资源保护委员会副主任委员，农工党十五届中央专职副主席、湖南省主委。2016年12月，辞去农工党湖南省第七届委员会主任委员职务。
第十届全国政协委员、第十一届全国政协委员。2013年，当选第十二届全国人民代表大会湖南地区代表。2018年2月24日，当选为第十三届全国人大代表。